# Nghĩa Xuân
Nghĩa Xuân là một xã thuộc huyện Quỳ Hợp, tỉnh Nghệ An, Việt Nam.
Xã Nghĩa Xuân có diện tích 23,52 km², dân số năm 1999 là 7671 người, mật độ dân số đạt 326 người/km².